# Zaseok (Sapna)
Pour les articles homonymes, voir Zaseok.
Zaseok (en serbe cyrillique : Засеок) est un village de Bosnie-Herzégovine. Il est situé dans la municipalité de Sapna, dans le canton de Tuzla et dans la fédération de Bosnie-et-Herzégovine. Selon les premiers résultats du recensement bosnien de 2013, il compte 1 154 habitants.

## Géographie
Le village est situé au bord de la rivière Sapna.

## Démographie

### Évolution historique de la population dans la localité
| 1948 | 1953 | 1961 | 1971 | 1981 | 1991  | 2013  |
| ---- | ---- | ---- | ---- | ---- | ----- | ----- |
| -    | -    | 461  | 767  | 708  | 1 445 | 1 154 |

|  |